# Hypoxis camerooniana
Espèce
Synonymes
- Hypoxis lanceolata Nel[1]
- Hypoxis petrosa Nel[1]
- Hypoxis recurva (Baker) Nel[1]
- Hypoxis thorbeckei Nel[1]
- Hypoxis villosa var. recurva Baker[1]

Hypoxis camerooniana Baker est une espèce de plantes à fleurs monocotylédones de la famille des Hypoxidaceae et du genre Hypoxis,, présente en Afrique tropicale.

## Description et habitat
C’est une herbe plus ou moins couverte de poils dorés, avec des racines blanches. Elle croît dans les prairies, dans les savanes boisées, à 1 420-2 700 m d’altitude.

## Distribution
Subendémique, l'espèce est présente principalement au Cameroun dans quatre régions (Adamaoua, Nord-Ouest, Ouest, Sud-Ouest), également à l'est du Nigeria, peut-être en Éthiopie.